# RAID: Shadow Legends
RAID: Shadow Legends — условно-бесплатная мобильная игра, разработанная и изданная компанией Plarium. Релиз игры состоялся в 2019 году для устройств на Android и iOS, а в 2020 году для Windows и MacOS. RAID: Shadow Legends разработана сотрудниками украинских офисов компании Plarium. RAID является самой популярной игрой компании, ежедневно в нее играют около 1 млн игроков.
В 2019 году игра была номинирована на премию Google Play Best of 2019 в категории «Выбор пользователей». Игра славится своим огромным маркетинговым бюджетом. Так, в 2021 году Plarium провел коллаборации с s1mple, NAVI и Джеффом Голдблюмом.
Серия роликов Champion Therapy выиграла в номинации App Video на ежегодной премии в отрасли глобального рынка приложений и их маркетинга App Growth Awards 2020.

## Описание
RAID: Shadow Legends — это пошаговая коллекционная ролевая игра в стиле фэнтези.
Действие разворачивается в королевстве Телерия, которым завладел темный повелитель Сайрот. Игроки выступают в роли древнего телерийского воина, которого вернули к жизни, чтобы победить Сайрота и вернуть мир и гармонию на порабощенные земли. Игрокам нужно собрать армию героев для сражений на разных локациях — в замках, подземельях, пустынях и храмах, которые охраняются врагами и возможными союзниками. Кроме того, пользователи будут получать осколки — особые частицы, в которых содержатся души погибших воинов. Осколки бывают четырёх типов и обладают разными свойствами.
Игра состоит из сюжетной (PvE) кампании на 12 глав, каждая из которых разделена на 7 уровней в четырёх режимах сложности. Последний, адский уровень сложности был добавлен в патче 1.12. PvE-кампания тесно взаимосвязана с мультиплеером (PvP), который подсчитывает рейтинги игроков. Каждый из более чем 400 героев отличается характерным набором анимаций, которые наделяют его индивидуальными чертами.
Сюжет игры написал обладатель награды Гильдии сценаристов Америки Пол Монк (англ. Paul C.R. Monk).

## Отзывы
Рецензенты похвалили графику RAID: Shadow Legends, но подвергли критике агрессивную монетизацию игры, представленную микротранзакциями.
В Pocket Gamer подчеркнули «выдающееся качество графики», «красиво нарисованных и анимированных» героев и «насыщенный игровой опыт для новичков». В Gamezebo похвалили игру за выбор в пользу «более реалистичного темного фэнтези, а не типичного для жанра стиля аниме», а также отметили «потрясающий игровой опыт и одни из лучших анимаций атаки, что критикам приходилось видеть», но подвергли критике монетизацию, подчеркнув, что прогресс в игре идёт медленно без «траты реальных денег на различные улучшения». Австрийская газета Heute написала, что игра идеально подходит для мобильных платформ и достаточно сложная, чтобы поддерживать интерес хардкорных игроков. Издательство TheGamer резко раскритиковало RAID: Shadow Legends, подчеркнув недостаток глубины игрового процесса и «freemium»-структуру игры, назвав её олицетворением «pay to win». Bluestacks в своем обзоре так же отметили высокое качество графики.

### Интернет-мем
Игра получила значительное негативное внимание из-за своей агрессивной рекламной кампании, в первую очередь из-за спонсорства ряда создателей контента на YouTube и Twitch, что привело к тому, что она стала интернет-мемом.